# Clupeomorpha
I clupeomorfi (Clupeomorpha) sono un gruppo di pesci ossei, appartenenti ai teleostei. Sono comparsi nel Giurassico superiore (circa 150 milioni di anni fa) e sopravvivono tuttora con numerosissime specie molto diffuse nei mari e nelle acque dolci.

## Classificazione
I clupeomorfi comprendono l'ordine dei clupeiformi (Clupeiformes), tra cui sardine, aringhe, acciughe e numerose altre forme meno note (come le "aringhe lupo", i Chirocentridae), ma anche altri taxa estinti, come gli ellimmittiformi (Ellimmichthyiformes), vissuti tra il Cretaceo inferiore e l'Eocene medio, o gli arcaici Ornategulum e Foreyclupea. I clupeomorfi sono considerati teleostei basali, probabilmente differenziatisi durante il Giurassico.
- Clupeomorpha
  - Erichalcis?
  - Foreyclupea
  - Leufuichthys
  - Ornategulum
  - Santanaclupea
  - Ellimmichthyiformes
    - Armigatus
    - Sorbinichthyidae
    - Paraclupeidae

  - Clupeiformes
    - Chirocentridae
    - Clupeidae
    - Denticipitidae
    - Dussumieriidae
    - Engraulidae
    - Pristigasteridae
    - Sundasalangidae